# 第2歩兵師団 (韓国陸軍)
第2歩兵師団（だい2ほへいしだん、朝鮮語: 제2보병사단、第二步兵師團）は大韓民国陸軍の師団の1つ。

## 歴史
1947年12月1日に大田で第2旅団が創設され、1949年5月12日に第2師団に昇格した。麗水・順天事件の鎮圧に隷下部隊が投入された。この時、李承晩大統領が反乱に関与した軍人らを鎮圧する姿を「夏季の怒っている波涛を見ているようだ」と表現したことが部隊愛称の由来となった。同年11月から安東地区で共匪討伐作戦に従事。1950年4月に再び大田に駐屯。
創設当初は第2連隊（連隊長：崔徳新少領）、第3連隊（連隊長：林善河少領）、第4連隊（連隊長：李翰林少領）で編成されていたが、これらは他の部隊に編入され、1950年6月の時点で第5連隊（連隊長代理：朴基成中領）、第16連隊（連隊長：文容彩大領）による2個連隊編制となっていた。
朝鮮戦争が勃発した時、師団司令部と第5連隊は大田、第16連隊は清州に駐屯していた。第5連隊と第16連隊は議政府に投入され壊滅した（議政府の戦い）。
ソウル陥落後、第3連隊（連隊長：李尚根大領）、第5連隊（連隊長：崔昌彦大領）、第16連隊などによって混成第2師団に再編成され、漢江を防御した（漢江の戦い）。漢江御防御線が崩壊すると7月5日未明から曽坪-清州で第16連隊、第20連隊（連隊長：朴基丙大領）で再編成され、第1軍団予備として拘置された。
1950年7月25日、大邱地区防衛司令部に編入。
1950年11月17日、ソウルで第17連隊、第31連隊、第32連隊によって再編成される。金化-鉄原-平康のゲリラ討伐に任じる。1950年12月10日、第3軍団に編入。
1951年1月、中国人民志願軍の南下によって第1線に投入されるが、正月攻勢を受けて損害を出したので後方の小白山の南東麓に集結させ、警備と再編成に務めた。
1951年2月、アメリカ軍第1海兵師団からゲリラ討伐任務を継承。討伐は同年4月25日まで続いた。同年4月28日、アメリカ軍第9軍団に編入。
1952年3月30日、作戦地域をアメリカ軍第40師団に引き渡して予備となり、4月21日から6月15日まで部隊整備と教育訓練を実施。
6月26日付で金化地域に進出し、アメリカ軍第40師団の作戦地域を引き継ぎ同地域の防御に任じた。同年10月から狙撃稜線を巡って中国軍第15軍第45師と交戦し、同地を確保することに成功した。12月1日から20日まで部隊整備と教育訓練を実施。同年12月29日、鉄原地域（矢じり高地-中江里）に配備。
1953年1月10日、第7砲兵団を配属。
1953年7月6日から矢じり高地に第23軍第73師が攻撃を開始した。戦闘は7月11日まで続き、最終的に第2師団は同地を守り通した。
休戦後は蔚珍・三陟や大岩山地域など10回の対間諜作戦を行った。
1968年の捜索中隊を発端に、1976年に全軍で唯一の大隊規模のスキー部隊を運用した。この部隊は1981年まで運用され、雪飛虎の愛称で呼ばれた。
2019年12月6日に国防改革2.0により解体される。後身として第2迅速対応師団が編成される。

## 師団長
| 代 | 氏名               | 氏名     | 在任期間               | 出身校・期                     | 前職                      | 後職                              | 備考               |
| -- | ------------------ | -------- | ---------------------- | ------------------------------ | ------------------------- | --------------------------------- | ------------------ |
| 代 | 漢字/片仮名表記    | 原語表記 | 在任期間               | 出身校・期                     | 前職                      | 後職                              | 備考               |
| 1  | 元容徳             | 원용덕   | 1947.12.1 - 1949.1.15  | セブランス医科専門学校 軍英1期 | 第8連隊長                 | 第5旅団長                         |                    |
| 2  | 蔡元凱             | 채원개   | 1949.1.15 - 5.12       | 洛陽講武堂 警士3期             | 第3旅団長                 |                                   |                    |
| 3  | 劉升烈             | 유승렬   | 1949.5.12 - 7.30       | 日本陸士26期                   | 第1師団長                 | 慶尚北道編成管区司令官            |                    |
| 4  | 宋虎聲             | 송호성   | 1949.7.30 - 1950.1.5   | 邯鄲軍事講習所 警士2期         | 第5師団長                 | 青年防衛隊顧問団長                |                    |
| 5  | 劉載興             | 유재흥   | 1950.1.5 - 6.10        | 日本陸士55期 軍英1期           | 第6師団長                 | 第7師団長                         |                    |
| 6  | 李亨根             | 이형근   | 1950.6.10 -            | 日本陸士56期 軍英1期           | 第8師団長                 | 第3軍団長                         |                    |
| 7  | 林善河             | 임선하   | 1950.6.28? - 7.1       | 軍英1期                        | 歩兵学校副校長            | 第1軍団参謀長                     | 大領               |
| 8  | 李翰林             | 이한림   | 1950.7.1- 7.25         | 同徳台2期 日本陸士57期         | 陸士副校長                | 第2軍団副軍団長                   |                    |
| 9  | 咸炳善             | 함병선   | 1950.11.6 - 1952.7.29  | 軍英1期                        | 第2連隊長                 | 教育総監 兼全羅南道地区衛戍司令官 | 准将 1952年5月少将 |
| 10 | 丁一権             | 정일권   | 1952.7.29 - 10.31      | 奉天5期 日本陸士55期 軍英1期   | 参謀総長                  | 米第9軍団副軍団長                 | 中将               |
| 11 | 姜文奉             | 강문봉   | 1952.10.31 - 1953.4.22 | 同徳台5期 日本陸士59期 軍英1期 | 第1軍団副軍団長           | 米第10軍団副軍団長                |                    |
| 12 | 金雄洙             | 김웅수   | 1953.4.22- 11.29       | 軍英1期                        | 第2軍団参謀長             | 第1軍参謀長                       |                    |
| 13 | 姜英勲             | 강영훈   | 1953.11.29 - 1954.5    | 軍英1期                        | 国防部次官                | 連合参謀本部長                    |                    |
| 14 | 朴炫洙             | 박현수   | 1954.5 - 1955          |                                |                           | 第20師団長                        |                    |
| 15 | 文亨泰             | 문형태   | 1955 - 1956.11         | 警士2期                        | 第1野戦軍作戦参謀         | 第20歩兵師団長                    |                    |
| 16 | 任忠植             | 임충식   | 1956.11 - 1957.5       | 警士1期                        | 第1師団長                 | 第6軍団長                         |                    |
| 17 | 朴基丙             | 박기병   | 1957 - 1958            | 軍英1期                        | 第15師団長                | 軍事研究発展局長                  |                    |
| 18 | 宋孝淳             | 송효순   | 1959 - 1961            | 警士2期                        | 第30師団長                | 予備役                            | 准将               |
| 19 | 韓泰源             | 한태원   | 1961 - ?               |                                |                           |                                   |                    |
| 20 | イ・ギュサム       | 이규삼   | ? - 1963               |                                |                           |                                   |                    |
| 21 | 宋虎林             | 송효순   | 1963 - ?               | 警士2期                        | 全羅南道知事              | 第2士官学校校長                   |                    |
| 23 | 金学洹             | 김학원   | 1967 - 1969.11.25      | 陸士5期                        |                           | 首都師団長                        |                    |
| 27 | 崔性澤             | 최성택   | ? - 1976?              | 陸士11期                       |                           | 陸本教育参謀部個人教育処長        | ハナフェ           |
| 30 | 金国卿             | 김국경   | 1980 - 1983?           | 総合14期                       |                           | 第1軍参謀長                       |                    |
| 32 | コ・ジンソク       | 고진석   | ? - ?                  | 陸士16期                       |                           |                                   |                    |
| 33 | パク・グァンヨン   | 박광영   | ? - ?                  | 陸士19期                       |                           | 首都軍団長                        |                    |
| 34 | 都日圭             | 송효순   | ? - 1992?              | 陸士20期                       | 韓米連合軍司令部作戦処長  | 韓米連合軍司令部副参謀            |                    |
| 35 | 李鎬昇             | 이호승   | ? - ?                  | 陸士22期                       |                           | 第8軍団長                         |                    |
| 37 | 金熙中             | 김희중   | ? - ?                  | 陸士25期                       |                           | 特戦司令官                        |                    |
| 39 | 金秉寬             | 김병관   | 1999 - 2001            | 陸士28期                       | 陸軍大学教授部長          | 合参本部戦力企画部長              |                    |
| 40 | ミン・ギョンベク   | 민경백   | 2001 - 2003.4.28       | 陸士29期                       |                           | 第1軍参謀長                       |                    |
| 41 | 韓起鎬             | 한기호   | 2003.4.28 - 2005.5.6   | 工学学士                       | 第1軍司令部作戦処長       | 陸本情報作戦部長                  |                    |
| 42 | 李漢弘             | 이한홍   | 2005.5.6 - 2007.5.3    | 学軍13期                       |                           | 教育司令部                        |                    |
| 43 | ジュ・ヨンス       | 주용수   | 2007.5.3 - 2009.4.28   | 陸士34期                       |                           |                                   |                    |
| 44 | 李淳鎮             | 이순진   | 2009.4.28 - 2011.4.29  | 三士14期                       | 陸軍副士官学校長          | 合参軍事支援本部軍民心理戦部長    |                    |
| 45 | コ・ヒョンス       | 고현수   | 2011.4.29 - 2013.4.26  | 学軍20期                       | 陸軍砲兵学校教授部長      | 陸軍本部監察室長                  |                    |
| 46 | 李鐘燮             | 이종섭   | 2013.4.26 - 2015.4.15  | 陸士40期                       | 国防部政策企画次長        | 合同参謀本部                      |                    |
| 47 | キム・ジョンムン   | 김종문   | 2015.4.15              | 陸士42期                       | 1砲兵旅団長               | 合同参謀本部新連合防衛推進団長    |                    |
| 48 | ハン・ヨンフン     | 한영훈   | 2017.9                 | 陸士44期                       | 陸軍人事司令部            | 合同参謀本部人事部長              | 少将               |
| 49 | ジャン・グァンソン | 장광선   | 2019.5 - 2019.12       | 三士25期                       | 第2作戦司令部教育訓練庁長 | 第2迅速対応師団創設準備           | 2021年12月中将     |